# 코린토스 지협

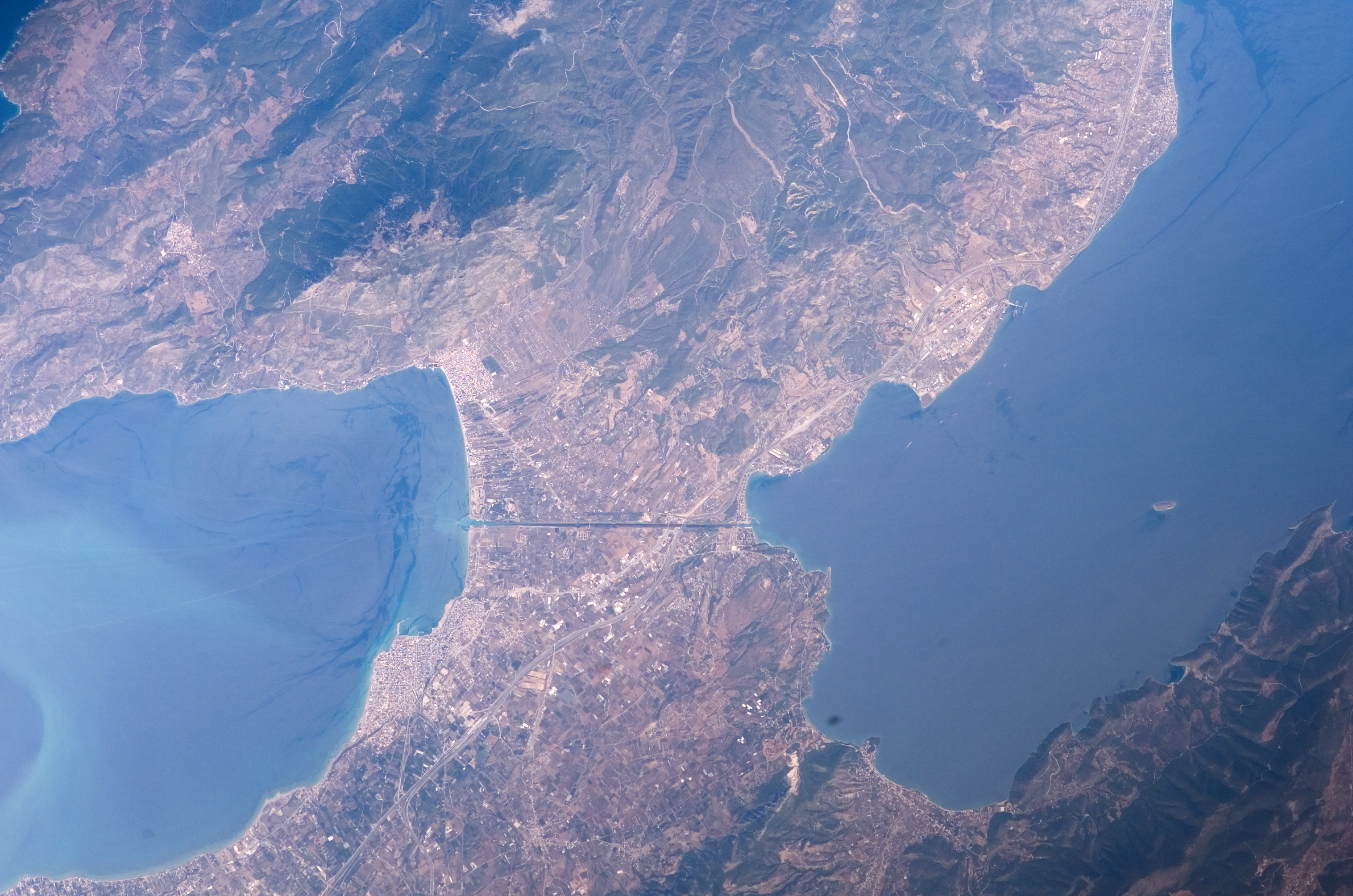
코린토스 지협의 위성 사진

코린토스 지협(그리스어: Ισθμός της Κορίνθου)은 펠로폰네소스반도와 그리스 본토를 연결하는 지협이다.  코린토스 북쪽에 있다. 서쪽의 코린토스 만과 동쪽의 사로니코스 만을 나눈다. 1893년, 이 지협을 가르는 코린토스 운하가 건설되었다.